# Лян Сычэн
Лян Сычэн (кит. 梁思成, пиньинь Liáng Sīchéng; 20 апреля 1901, Токио, Япония — 9 января 1972, Пекин, КНР) — китайский архитектор, историк китайской архитектуры.
Сын известного китайского философа Лян Цичао (кит. 梁启超), муж известной китайской поэтессы и архитектора Линь Хуэйинь (кит. 林徽因).

## Биография
Родился 20 апреля 1901 года в Токио. В Японию его отец, Лян Цичао, эмигрировал в 1898 году, спасаясь от казни, которая грозила ему как одному из лидеров разгромленной партии реформаторов.
Лян Сычэн впервые приехал в Китай вместе с вернувшимся на родину отцом в 1911 году.
С 1915 по 1923 год учился в Политехническом институте Цинхуа в Пекине.
В 1924 году поступил на факультет архитектуры Пенсильванского университета, который окончил со степенью магистра архитектуры в 1927 году.
В 1946 году написал на английском языке книгу «Иллюстрированная история китайской архитектуры» (издана в 1980 году).
В том же году приезжает в США для чтения лекций по китайской архитектуре по приглашению Принстонского и Йельского университетов. В США он также вошёл в группу известных архитекторов, которые проектировали Штаб-квартиру ООН.
Однако уже в 1947 году из-за болезни жены спешно возвращается в Китай.
В 1948 году был избран академиком Академии Синика (кит. 中央研究院). В том же году в Принстонском университете получил степень почётного доктора.
В 1959 году вступил в КПК.

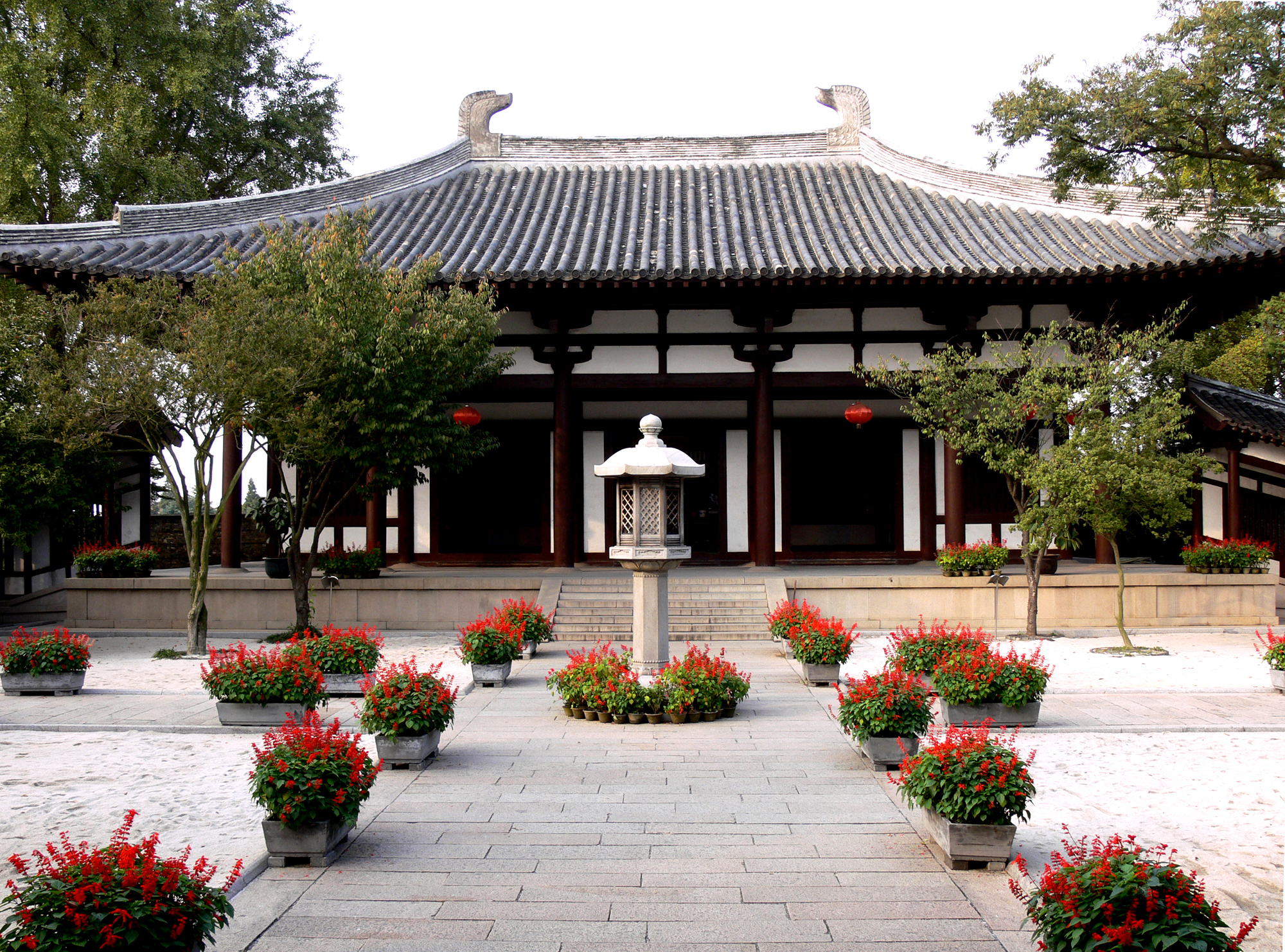
Дом памяти монаха Цяньчжэня в Янчжоу

Помимо вклада в развитие истории китайской архитектуры, в которой считается одним из первооткрывателей, Лян Сычэн также участвовал в работах по городскому планированию и архитектурному проектированию Пекина, в работе по созданию эскизов Государственного герба КНР, проекта Памятника народным героям, Дома памяти монаха Цяньчжэня в городе Янчжоу и других сооружений.
С 1946 по 1972 год преподавал в Политехническом университете Цинхуа.
Скончался  в Пекине 9 января 1972 года.